# Калімба

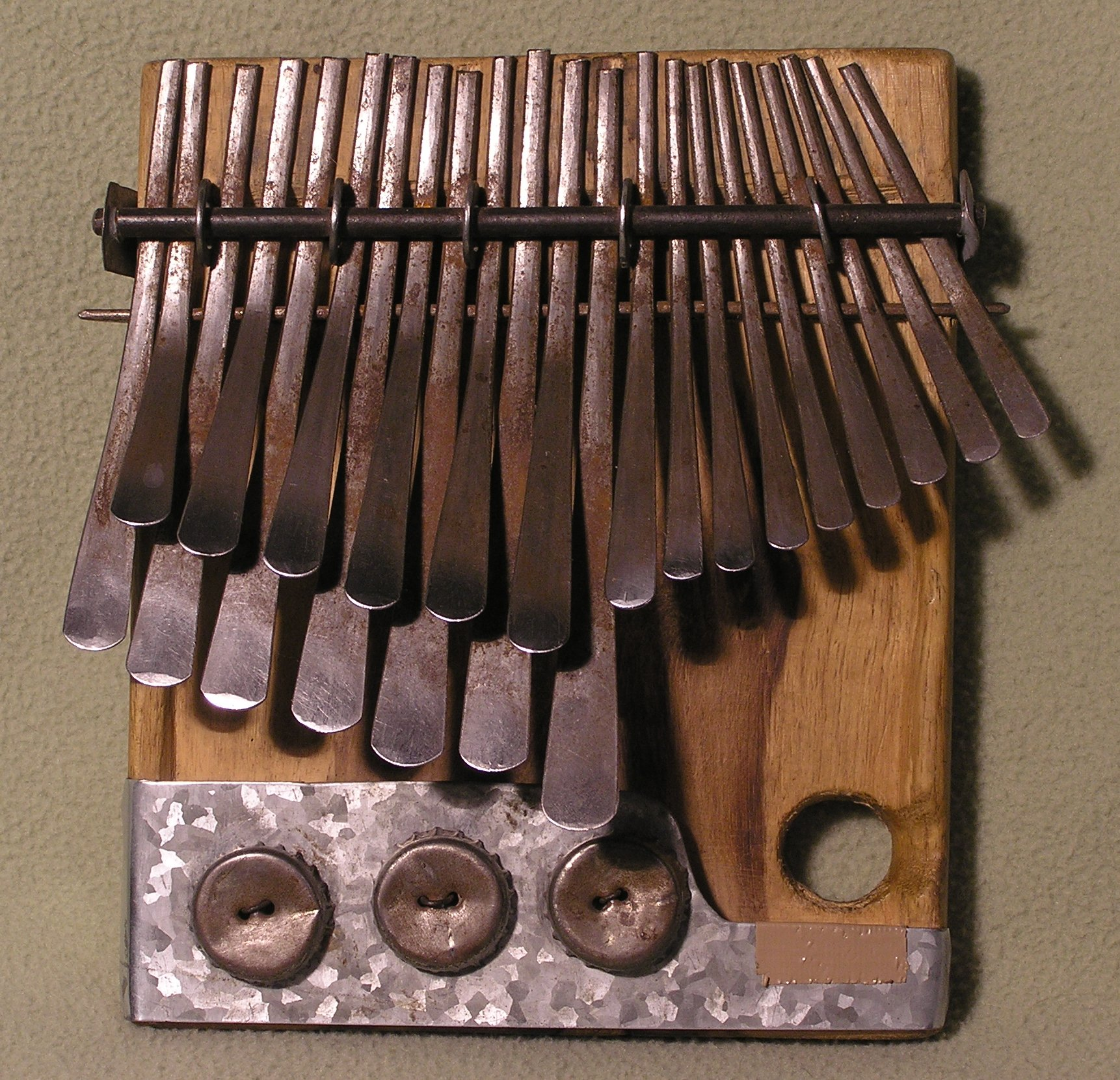
Мбіра

Калімба або мбіра  — старовинний і популярний африканський язичковий щипковий музичний інструмент — щипковий ідіофон (12) (ламелофон). Назва «ламелофон» або «лінгвафон» походить від латинського кореня lamella, що означає «маленька металева пластина», або lingua — «язик» та грецького слова грец. φωνή (phonē) для «звук, голос». Існує понад 100 видів традиційних африканських ламелофонів, кожен з яких має власний лад, розташування нот та назву. 
Перші ламелофони з’явилися в долині Замбезі, недалеко від теперішнього Зімбабве, в Африці на південь від Сахари. Їх виготовляли з деревини пальми рафії, бамбука та інші рослинних матеріалів; вони датуються приблизно за 1000 років до н. е.. Пізніше цей інструмент поширився по Африці, розвиваючись у кожній етнічній групі по-різному. У різних племен калімба має різні назви: цанца, санз, мбіра, мбіла, ндімба, лукембу, лала, малімба, нданді, нжарі, мганга, лікембе, селімба та інші.
Інструмент став відомим за межами Африки лише 50 років тому, до того часу ніхто не виготовляв ламелофони і не грав на них на інших континентах. Поширений особливо в Центральній і Південній Африці, на деяких з Антильських островів. Здебільшого використовується для акомпанементу як професійними, так і народними музикантами.  Це досить віртуозний інструмент, на ньому можна грати акордами. Великі калімби створюють неповторний низький гул, маленькі видають абсолютно прозоре, крихке звучання, схоже на звучання музичної скриньки.

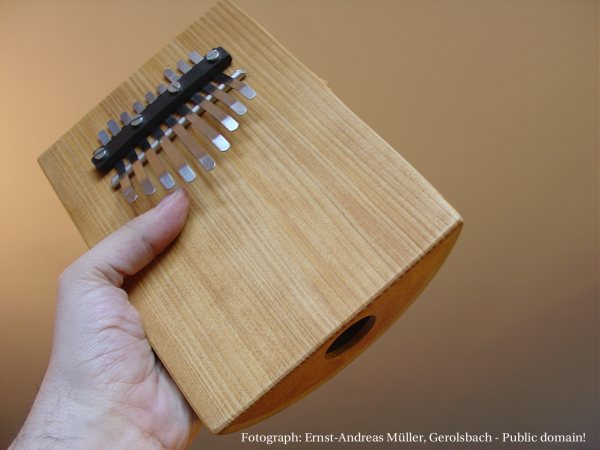
Калімба

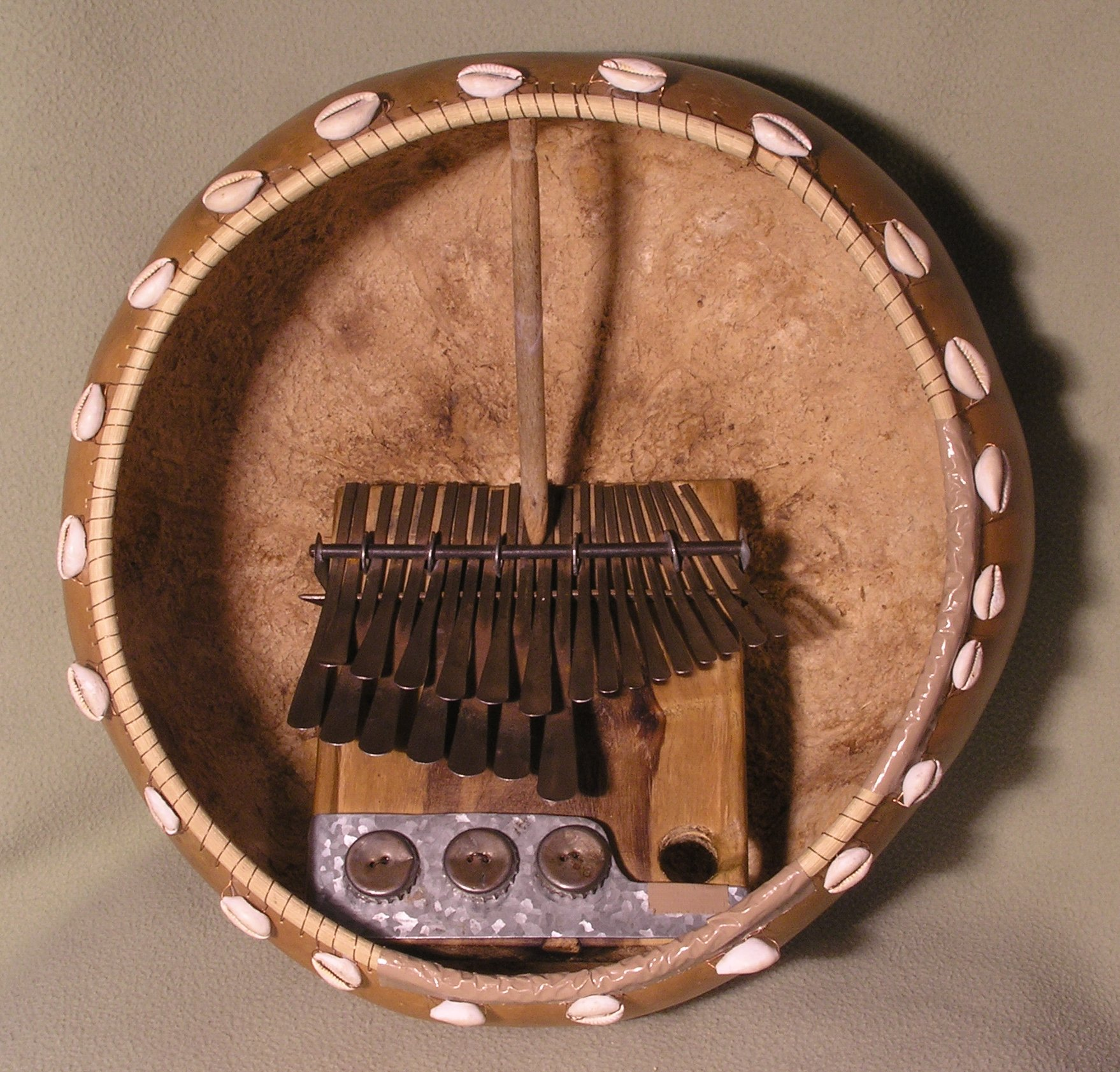
Мбіра джавадзіму

У племенах шона інструмент має назву «джавадзіму», що перекладається як «голос предків».

## Будова
Калімба складається з резонатора у вигляді скриньки (має різну форму), до якої прикріплені від 4 до 30 язичків з тростини, бамбука або металу, які є джерелом звуків. Ці язички одним кінцем прикріплені до корпусу поперечною планкою, а інший кінець може вільно вібрувати. Іноді можна побачити інструменти, в яких язички прикріплені до резонатора зробленого з гарбуза, панцира черепахи і т. ін.. Резонатори калімби мають довжину 100—350 мм, довжина язичків 30-100 мм, їх ширина 3-5 мм. Звукоряд калімби залежить від кількості язичків.

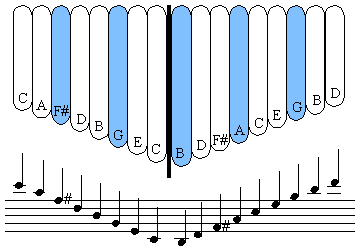
Сопрановий стрій калімби

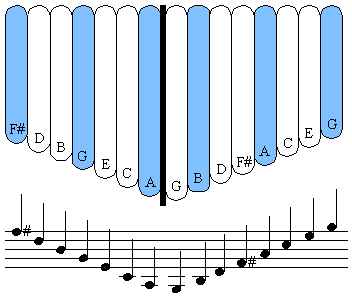
Альтовий стрій калімби

Калімбу легко транспортувати та використовувати. На інструменті грають двома руками. Звук видобувається або великими пальцями обох рук (рухом зверху вниз) або вказівними (від низу до верху). Інструмент недорогий і вже вийшов за рамки традиційної африканської музики. Він виробляється промислово, особливо в Китаї. Його м'які звуки через слабку гучність звуку призначені швидше для інтимних подій, що супроводжують пісню.